# Maja Viström
Maja Viström, född den 26 april 2001, är en svensk innebandysspelare som spelar för Thorengruppen IBK och svenska damlandslaget.
Viström har bland annat tagit sju SM-guld varav sex på raken. Med det svenska landslaget har hon tagit två VM-guld år 2021 och 2023 och ett silver i World Games år 2025. 2024 utsågs hon till världens bästa spelare.